# Republiken Taiwan (1895)
Se Taiwan för den nutida staten på ön Taiwan.
Republiken Taiwan (traditionella kinesiska tecken: 臺灣民主國; förenklade kinesiska tecken: 台湾民主国; pinyin: Táiwān Mínzhǔguó; bokstavligen "Demokratiska staten Taiwan"; även känd som Republiken Formosa) var en kortlivad republik som fanns på ön Taiwan under 1895, mellan den formella överlåtelsen av Taiwan från Qingdynastin i Kina till Konungariket Japan genom Shimonosekifördraget och ankomsten av japanska trupper och antagandet av den japanska suveräniteten. Även om den ibland av vissa historiker eller politiker hävdas vara den första asiatiska republiken som förklarade sig självständig föregicks den i själva verket av republiken Lanfang (Lánfāng Gònghéguó) som bildades 1777.
Republiken utropades av en grupp av höga tjänstemän och medlemmar i lokala herrskapet som var anhängare till Qingdynastin. Anledningen var att man hoppades förhindra ett japanskt förvärv av Taiwan som Kina precis hade överlåtit till Japan enligt Shimonosekifördraget. Många av dessa tjänstemän flydde ön vid Japans invasion. Den 24 maj 1895 skickades en engelsk översättning av oavhängighetsförklaringen till alla ambassader på ön och följdes av en ceremoni nästa dag. Man lyckades även ge ut frimärken i republikens namn. Från begynnelsen hade republikens grundare gjort klart att deras agerande var en lojalitetshandling mot Qing och förklarade sig fungera som en biflod till Qing.
Trots likheten i namn tenderar dagens förespråkare av en Taiwanesisk republik (del av den Taiwanesiska självständighetsrörelsen) att förneka ett samband mellan de båda. Man åberopar inte ett återupplivande av denna rörelse och ser inte sig själva som en politisk avkomma av denna rörelse. Orsaken till detta är att den första Taiwanesiska republiken bildades som en lojalitetshandling mot Qing-regeringen medan moderna anhängare av Republiken Taiwan tenderar ta avstånd från det kinesiska fastlandet.